# الليبرالية في اليابان
نشأت الليبرالية اليابانية في القرن التاسع عشر بوصفها رد فعل ضد المجتمع التقليدي. في القرن العشرين، أصبحت كلمة «ليبرالي» مرادفًا لكلمة محافظ، واليوم، يدعى الحزب المحافظ الرئيسي في البلاد بالحزب الديمقراطي الليبرالي. اعتبر الحزب الديمقراطي المنحل حزبًا ليبراليًا اجتماعيًا من يسار الوسط، كما هو الحال في أغلب الأحزاب المستمدة منه. تعد السمة الليبرالية لحزب العصبة الليبرالية موضع شك، إذ يعتبره البعض حزبًا محافظًا. يوحّد الليبراليين في اليابان عمومًا عامل واحد رئيسي: ألا وهو معارضتهم تغيير دستور ما بعد الحرب العالمية الثانية الذي يمنع إنشاء جيش وطني. يقتصر هذا المقال على الأحزاب الليبرالية التي تتمتع بصدلىً واسع من خلال تمثيلها في البرلمان. تعني ⇐ الإشارة إلى طرف آخر ضمن المخطط. ليس من الضروري أن تعتبر الأحزاب نفسها «ليبرالية» حتى تدرج في هذا المخطط.

## المخطط الزمني

### من مجتمع الوطنيين العام إلى حزب السياسة الدستورية
- 1874: أسس الليبراليون مجتمع الوطنيين العام.
- 1881: استكمل مجتمع الوطنيين العام وجوده من خلال الحزب الليبرالي.
- 1891: أعيدت تسمية الحزب إلى الحزب الدستوري الليبرالي.
- 1898: اندمج الحزب الدستوري الليبرالي مع ⇐ الحزب التقدمي لتشكيل حزب السياسة الدستورية.
- 1898: انفصل فصيل لتشكيل حزب المركز الدستوري.
- 1900: استولت النخبة الحاكمة على الحزب وأعادت تسميته إلى «جمعية الأصدقاء السياسيين الدستورية».

### من الحزب الدستوري التقدمي إلى نادي الإصلاح
1882: تشكل الحزب الدستوري التقدمي.
1896: استكمل الحزب من خلال الحزب التقدمي.
1898: اندمج الحزب لتشكيل حزب السياسة الدستورية.
1898: انهار حزب السياسة الدستورية وشكل فصيل منه حزب الدستور الأصلي، الذي أعيدت تسميته في العام 1910 إلى الحزب الوطني الدستوري.
1913: انفصل فصيل لتشكيل ⇐ الجمعية الدستورية للحلفاء.
1922: أعيدت تسمية الحزب الوطني الدستوري إلى نادي الإصلاح.
عشرينيات القرن الماضي: اندمج نادي الإصلاح مع «الجمعية الدستورية للصداقة السياسية».

### من الجمعية الدستورية للحلفاء إلى الحزب الدستوري الديمقراطي
1913: شكل فصيل من ⇐ الحزب الوطني الدستوري الرابطة الدستورية للحلفاء، التي أعيدت تسميتها لاحقًا إلى الرابطة الدستورية.
1927: اندمجت الرابطة الدستورية مع ⇐ الحزب الدستوري الأصلي للأصدقاء السياسيين لتشكيل الحزب الديمقراطي الدستوري.
1940: حلّ الحزب من قبل الحكومة العسكرية.

### الحزب الدستوري الأصلي للصداقة السياسية
1924: شكل فصيل من الرابطة الدستورية للصداقة السياسية الحزب الدستوري الأصلي للصداقة السياسية.
1927: اندمج الحزب مع ⇐ الحزب الدستوري الديمقراطي.

### من حزب التجديد إلى الحزب الليبرالي (1993)
1993: انفصل فصيل ليبرالي من الحزب الديمقراطي الليبرالي المحافظ لتشكيل حزب التجديد.
1994: اندمج حزب التجديد فصائل أخرى لتشكيل حزب الحدود الجديد.
1997: انقسم حزب الحدود الجديد إلى أحزاب كثيرة، من بينها الحزب الليبرالي عام 1998، إلا أنه انقسم أيضًا إلى حزب الحكم الرشيد، حزب الأخوية الجديد، وحزب الإصلاح الديمقراطي.
2000: شكل المنشقون عن الحزب الليبرالي حزب المحافظين الجديد.
2003: اندمج الحزب الليبرالي مع ⇐ الحزب الديمقراطي الياباني.

### حزب هاربنجر الجديد
1993: انفصل فصيل ليبرالي من الحزب الديمقراطي الليبرالي المحافظ لتشكيل حزب هاربنجر الجديد.
1996: شارك معظم الأعضاء في تشكيل ⇐ الحزب الديمقراطي الياباني.
1998: فقد تطور الحزب في اتجاه محافظ، وأعيدت تسميته إلى حزب هابرنجر، وبعدها أعيدت تسميته لاحقًا في العام 2002 إلى جمعية الخضر.

### الحزب الديمقراطي الياباني (1998-2016)
1996: أسس المعارضون من حزب هاربنجر الجديد والحزب الديمقراطي الاجتماعي الحزب الديمقراطي الياباني (1996).
1998: اندمج الحزب مع حزب الحكم الرشيد، وحزب الأخوية الجديد، وحزب الإصلاح الديمقراطي من أجل تشكيل الحزب الديمقراطي الياباني الجديد والموسع.
2003: اندمج الحزب الليبرالي مع الحزب السابق.
2016: اندمج الحزب الديمقراطي الياباني مع حزب الابتكار الياباني وجمعية الإصلاح لتشكيل الحزب الديمقراطي.

## المصدر
1. ↑  Brasor، Philip (21 أكتوبر 2017). "Identifying the 'liberal' in Japanese politics". The Japan Times. مؤرشف من الأصل في 2020-11-26. اطلع عليه بتاريخ 2017-10-26.